# ارزنک کوهی
ارزنک کوهی نوعی گیاه است که در منجیل و دامنه‌های مشرف به سفیدرود در استان گیلان و نیز در مناطق ارسباران، حسن بگلو و دشت مرغان استان آذربایجان شرقی و استان اردبیل یافت می‌شود.

## مشخصات گیاه‌شناسی
ارزنک کوهی، از گیاهان علفی پایا است که دارای ساقه‌های ضخیم، خمیده و خزنده منشعب، و پوشیده از تارهای خشن به طول ۲۰ تا ۶۰ سانتیمتر است. ریشه آن دراز، ضخیم و سفید رنگ است و برگ‌هایی متناوب با دمبرگ دراز و پهنکی قلبی شکل با کناره‌های موج‌دار دارد. گلهای کوچک آن رنگ زرد روشن و به صورت نر و ماده بر روی یک پایه است. گلهای نر آن به تعداد کم بر روی محوری بلند و به صورت خوشه در کنار برگها ظاهر می‌شود، گاهی ممکن است به صورت منفرد یا همراه با یک گل ماده در قسمت‌های فوقانی ساقه باشد. گلهای نر دارای ۵ پرچم هستند، ۴ پرچم آن دو به دو به هم متصل بوده و فقط یکی از آنها آزاد است، به طوری که در مجموع مرکب از ۵/۲ پرچم به نظر می‌رسد. پوشش گلهای ماده این گیاه وضع منفرد بر روی ساقه دارند، شبیه گلهای نر فقط به جای پرچم مادگی مرکب از تخمدانی ۳ خانه است؛ میوه‌هایش بیضوی به رنگ سبز مایل به زرد (پس از رسیدن) و پوشیده از تارهای فراوان است.

## مصرف
قسمت مورد استفاده ارزنک کوهی تمام اعضای آن بخصوص ریشه، میوه رسیده و شیره آن قبل از رسیدن کامل است. ریشه و شیره میوه ارزنک کوهی اثر مسهلی شدید و مدر دارند، از این رو مصرف آنها باید در نهایت احتیاط صورت گیرد زیرا چنانچه بی‌رویه مورد استفاده قرار گیرند؛ ایجاد مسمومیت و عوارضی نظیر اسهال، دل‌پیچه، سردرد، حالات تشنجی و غیره را به وجود می‌آورد و مصرف مقادیر زیاد آنها خطرناک و کشنده‌است.

## منبع
- ماهنامه ترویجی سبزینه - شماره هفتم